# Ludmiła Michajłowska
Ludmiła Nikołajewna Michajłowska, z domu Makarowa (ros. Людмила Николаевна Михайловская (Макарова), ur. 21 października 1937 w Leningradzie) – rosyjska siatkarka, reprezentantka Związku Radzieckiego, złota medalistka letnich igrzysk olimpijskich, kilkukrotna medalistka mistrzostw świata, mistrzostw Europy i uniwersjady.

## Życiorys
Michajłowska grała w reprezentacji Związku Radzieckiego w latach 1960–1970. Jest tryumfatorką letnich uniwersjad 1961 i 1965. Zdobyła złote medale podczas mistrzostw świata 1960 w Bułgarii i mistrzostw Europy 1963 w Rumunii oraz srebrny na mistrzostwach świata 1962 w ZSRR. Wystąpiła na igrzyskach olimpijskich 1968 odbywających się w Meksyku. Zagrała wówczas w pięciu z sześciu meczów turnieju, a reprezentacja Związku Radzieckiego z kompletem zwycięstw zajęła 1. miejsce. W 1970 zdobyła złoty medal na mistrzostwach świata w Bułgarii.
Była zawodniczką leningradzkich klubów Buriewiestnik (1956-1976) i Ekran (1976-1977). W mistrzostwach ZSRR zajęła 1. miejsce w 1959, 2. miejsce w 1969 i 1970 oraz 3. miejsce w 1961 i 1968. Jest zwyciężczynią pucharu Związku Radzieckiego z 1976. Po zakończeniu kariery sportowej w 1977 pracowała jako nauczycielka wychowania fizycznego.
Za osiągnięcia sportowe została wyróżniona tytułem Zasłużony Mistrz Sportu ZSRR w 1968 i uhonorowana orderem „Znak Honoru”.